# Llista d'asteroides/185801-185900
| Nom      | Designació provisional | Data de descobriment   | Lloc de descobriment | Descobridor/s |
| -------- | ---------------------- | ---------------------- | -------------------- | ------------- |
| 185801 - | 1999 VV164             | 14 de novembre de 1999 | Socorro              | LINEAR        |
| 185802 - | 1999 VA166             | 14 de novembre de 1999 | Socorro              | LINEAR        |
| 185803 - | 1999 VX174             | 4 de novembre de 1999  | Kitt Peak            | Spacewatch    |
| 185804 - | 1999 VR175             | 11 de novembre de 1999 | Kitt Peak            | Spacewatch    |
| 185805 - | 1999 VS195             | 3 de novembre de 1999  | Catalina             | CSS           |
| 185806 - | 1999 VF197             | 2 de novembre de 1999  | Catalina             | CSS           |
| 185807 - | 1999 VL206             | 9 de novembre de 1999  | Catalina             | CSS           |
| 185808 - | 1999 VF213             | 12 de novembre de 1999 | Socorro              | LINEAR        |
| 185809 - | 1999 VU218             | 3 de novembre de 1999  | Kitt Peak            | Spacewatch    |
| 185810 - | 1999 VH220             | 3 de novembre de 1999  | Kitt Peak            | Spacewatch    |
| 185811 - | 1999 VA230             | 9 de novembre de 1999  | Catalina             | CSS           |
| 185812 - | 1999 XJ5               | 4 de desembre de 1999  | Catalina             | CSS           |
| 185813 - | 1999 XX60              | 7 de desembre de 1999  | Socorro              | LINEAR        |
| 185814 - | 1999 XH62              | 7 de desembre de 1999  | Socorro              | LINEAR        |
| 185815 - | 1999 XH139             | 2 de desembre de 1999  | Kitt Peak            | Spacewatch    |
| 185816 - | 1999 XD146             | 7 de desembre de 1999  | Kitt Peak            | Spacewatch    |
| 185817 - | 1999 XP197             | 12 de desembre de 1999 | Socorro              | LINEAR        |
| 185818 - | 1999 XY216             | 13 de desembre de 1999 | Kitt Peak            | Spacewatch    |
| 185819 - | 1999 XU221             | 15 de desembre de 1999 | Socorro              | LINEAR        |
| 185820 - | 1999 XW255             | 5 de desembre de 1999  | Kitt Peak            | Spacewatch    |
| 185821 - | 1999 YL15              | 31 de desembre de 1999 | Kitt Peak            | Spacewatch    |
| 185822 - | 2000 AU4               | 3 de gener de 2000     | EverStaR             | EverStaR      |
| 185823 - | 2000 AA28              | 3 de gener de 2000     | Socorro              | LINEAR        |
| 185824 - | 2000 AW37              | 3 de gener de 2000     | Socorro              | LINEAR        |
| 185825 - | 2000 AN86              | 5 de gener de 2000     | Socorro              | LINEAR        |
| 185826 - | 2000 AO104             | 5 de gener de 2000     | Socorro              | LINEAR        |
| 185827 - | 2000 AA134             | 4 de gener de 2000     | Socorro              | LINEAR        |
| 185828 - | 2000 AW153             | 2 de gener de 2000     | Socorro              | LINEAR        |
| 185829 - | 2000 AZ170             | 7 de gener de 2000     | Socorro              | LINEAR        |
| 185830 - | 2000 AB181             | 7 de gener de 2000     | Socorro              | LINEAR        |
| 185831 - | 2000 AO219             | 8 de gener de 2000     | Kitt Peak            | Spacewatch    |
| 185832 - | 2000 AS220             | 8 de gener de 2000     | Kitt Peak            | Spacewatch    |
| 185833 - | 2000 AL221             | 8 de gener de 2000     | Kitt Peak            | Spacewatch    |
| 185834 - | 2000 BO12              | 28 de gener de 2000    | Kitt Peak            | Spacewatch    |
| 185835 - | 2000 BT25              | 30 de gener de 2000    | Socorro              | LINEAR        |
| 185836 - | 2000 BE35              | 30 de gener de 2000    | Socorro              | LINEAR        |
| 185837 - | 2000 BH37              | 26 de gener de 2000    | Kitt Peak            | Spacewatch    |
| 185838 - | 2000 CB11              | 2 de febrer de 2000    | Socorro              | LINEAR        |
| 185839 - | 2000 CF68              | 1 de febrer de 2000    | Kitt Peak            | Spacewatch    |
| 185840 - | 2000 CX75              | 8 de febrer de 2000    | Socorro              | LINEAR        |
| 185841 - | 2000 CJ81              | 4 de febrer de 2000    | Socorro              | LINEAR        |
| 185842 - | 2000 CH98              | 7 de febrer de 2000    | Kitt Peak            | Spacewatch    |
| 185843 - | 2000 CW113             | 12 de febrer de 2000   | Kitt Peak            | Spacewatch    |
| 185844 - | 2000 CY136             | 3 de febrer de 2000    | Kitt Peak            | Spacewatch    |
| 185845 - | 2000 DT4               | 28 de febrer de 2000   | Socorro              | LINEAR        |
| 185846 - | 2000 DB30              | 29 de febrer de 2000   | Socorro              | LINEAR        |
| 185847 - | 2000 DG48              | 29 de febrer de 2000   | Socorro              | LINEAR        |
| 185848 - | 2000 DQ50              | 29 de febrer de 2000   | Socorro              | LINEAR        |
| 185849 - | 2000 DK66              | 29 de febrer de 2000   | Socorro              | LINEAR        |
| 185850 - | 2000 DZ85              | 29 de febrer de 2000   | Socorro              | LINEAR        |
| 185851 - | 2000 DP107             | 29 de febrer de 2000   | Socorro              | LINEAR        |
| 185852 - | 2000 EV1               | 3 de març de 2000      | Socorro              | LINEAR        |
| 185853 - | 2000 ER70              | 4 de març de 2000      | Socorro              | LINEAR        |
| 185854 - | 2000 EU106             | 9 de març de 2000      | Socorro              | LINEAR        |
| 185855 - | 2000 EX114             | 10 de març de 2000     | Kitt Peak            | Spacewatch    |
| 185856 - | 2000 ER129             | 11 de març de 2000     | Anderson Mesa        | LONEOS        |
| 185857 - | 2000 EZ168             | 4 de març de 2000      | Socorro              | LINEAR        |
| 185858 - | 2000 GB                | 1 d'abril de 2000      | Kitt Peak            | Spacewatch    |
| 185859 - | 2000 GH26              | 5 d'abril de 2000      | Socorro              | LINEAR        |
| 185860 - | 2000 GT29              | 5 d'abril de 2000      | Socorro              | LINEAR        |
| 185861 - | 2000 GU150             | 5 d'abril de 2000      | Socorro              | LINEAR        |
| 185862 - | 2000 GO163             | 10 d'abril de 2000     | Haleakala            | NEAT          |
| 185863 - | 2000 GK169             | 2 d'abril de 2000      | Anderson Mesa        | LONEOS        |
| 185864 - | 2000 HJ9               | 27 d'abril de 2000     | Socorro              | LINEAR        |
| 185865 - | 2000 HG39              | 29 d'abril de 2000     | Kitt Peak            | Spacewatch    |
| 185866 - | 2000 HL92              | 29 d'abril de 2000     | Anderson Mesa        | LONEOS        |
| 185867 - | 2000 HL95              | 28 d'abril de 2000     | Kitt Peak            | Spacewatch    |
| 185868 - | 2000 JG3               | 3 de maig de 2000      | Socorro              | LINEAR        |
| 185869 - | 2000 JL8               | 5 de maig de 2000      | Kitt Peak            | Spacewatch    |
| 185870 - | 2000 JL10              | 7 de maig de 2000      | Socorro              | LINEAR        |
| 185871 - | 2000 JY27              | 7 de maig de 2000      | Socorro              | LINEAR        |
| 185872 - | 2000 KZ                | 24 de maig de 2000     | Kitt Peak            | Spacewatch    |
| 185873 - | 2000 KH3               | 26 de maig de 2000     | Socorro              | LINEAR        |
| 185874 - | 2000 KW4               | 27 de maig de 2000     | Socorro              | LINEAR        |
| 185875 - | 2000 LR23              | 7 de juny de 2000      | Socorro              | LINEAR        |
| 185876 - | 2000 NF18              | 5 de juliol de 2000    | Anderson Mesa        | LONEOS        |
| 185877 - | 2000 OB8               | 30 de juliol de 2000   | Socorro              | LINEAR        |
| 185878 - | 2000 OD22              | 30 de juliol de 2000   | Socorro              | LINEAR        |
| 185879 - | 2000 OP38              | 30 de juliol de 2000   | Socorro              | LINEAR        |
| 185880 - | 2000 OQ41              | 30 de juliol de 2000   | Socorro              | LINEAR        |
| 185881 - | 2000 OQ44              | 30 de juliol de 2000   | Socorro              | LINEAR        |
| 185882 - | 2000 QC15              | 24 d'agost de 2000     | Socorro              | LINEAR        |
| 185883 - | 2000 QC43              | 24 d'agost de 2000     | Socorro              | LINEAR        |
| 185884 - | 2000 QX48              | 24 d'agost de 2000     | Socorro              | LINEAR        |
| 185885 - | 2000 QN62              | 28 d'agost de 2000     | Socorro              | LINEAR        |
| 185886 - | 2000 QW156             | 31 d'agost de 2000     | Socorro              | LINEAR        |
| 185887 - | 2000 QR158             | 31 d'agost de 2000     | Socorro              | LINEAR        |
| 185888 - | 2000 QD176             | 31 d'agost de 2000     | Socorro              | LINEAR        |
| 185889 - | 2000 QK192             | 26 d'agost de 2000     | Socorro              | LINEAR        |
| 185890 - | 2000 QY208             | 31 d'agost de 2000     | Socorro              | LINEAR        |
| 185891 - | 2000 QP224             | 26 d'agost de 2000     | Haleakala            | NEAT          |
| 185892 - | 2000 QT229             | 31 d'agost de 2000     | Socorro              | LINEAR        |
| 185893 - | 2000 QE232             | 30 d'agost de 2000     | Kitt Peak            | Spacewatch    |
| 185894 - | 2000 QF232             | 30 d'agost de 2000     | Kitt Peak            | Spacewatch    |
| 185895 - | 2000 RC1               | 1 de setembre de 2000  | Socorro              | LINEAR        |
| 185896 - | 2000 RD13              | 1 de setembre de 2000  | Socorro              | LINEAR        |
| 185897 - | 2000 RS16              | 1 de setembre de 2000  | Socorro              | LINEAR        |
| 185898 - | 2000 RE48              | 3 de setembre de 2000  | Socorro              | LINEAR        |
| 185899 - | 2000 RC80              | 1 de setembre de 2000  | Socorro              | LINEAR        |
| 185900 - | 2000 SV1               | 19 de setembre de 2000 | Prescott             | P. G. Comba   |